# 潼湖镇
潼湖镇，是中华人民共和国广东省惠州市惠城区下辖的一个乡镇级行政单位。

## 行政区划
潼湖镇下辖以下地区：
广和社区、永平村、赤岗村、黄屋村、五村、三和村、新光村、琥珀村、岗里村、玳瑁村、广和村和红光村。